# Бригах
Бригах је река у Немачкој у савезној држави Баден-Виртемберг. То је лева и краћа саставница Дунава. Извире на Шварцвалду на надморској висини од 925 метара и тече кроз град Филинген-Швенинген, све до састава са реком Брег, у месту Донауешинген. Дужина тока је око 43 km.